# Патон, Джозеф Ноэль
Сэр Джозеф Ноэль Патон (англ. Sir Joseph Noel Paton; 13 декабря 1821, Данфермлин, Файф — 26 декабря 1901, Эдинбург) — шотландский художник, один из крупнейших представителей викторианской сказочной живописи.

## Жизнь и творчество
Родился в семье ткачей, делавших ткани из бархата и торговавшие ими. Некоторое время Дж. Н. Патон также занимался этим делом. Однако увлечение живописью привело молодого человека в Лондон, где он в 1843 году поступил в Королевскую академию художеств.
Свои произведения Дж. Н. Патон создал в стиле прерафаэлитов. Главные темы его творчества — исторические и литературные сюжеты, а также легенды, сказки. Писал также религиозные и аллегорические полотна. Его первое замеченное общественностью полотно — «Руфь сеет пшеницу» — была выставлена в Королевской шотландской академии в 1844 году. Две его наиболее известных картины — «Ссора Оберона и Титании» (1846) и «Примирение Оберона и Титании» (1847) — хранятся в Шотландской национальной галерее.
В 1847 году художник стал членом-корреспондентом, а в 1850 — действительным членом Королевской шотландской академии. В 1858 году он вступил в брак с Маргарет Фурье, в котором родилось семеро детей. В 1867 году королева Виктория возвела мастера в дворянское достоинство. В 1878 году стал доктором права Эдинбургского университета.

### In memoriam
Под влиянием событий в Индии в 1857 году, когда там происходило восстание местного населения против британских властей (восстание сипаев), Дж. Н. Патон на летней выставке в Королевской академии выставил свою картину «In memoriam» («Помните!»), на которой изобразил небольшую, съёжившуюся от страха группу женщин, к которым приближаются восставшие сипаи. В это время в прессе Великобритании сообщалось о критическом положении окружённых в городе Канпур англичанах, о жестоком избиении индийцами европейцев (резня в Бибигаре), и в связи с этим реакция зрителей на полотно Патона оказалась настолько острой и отчаянной, что художник принял решение переписать свою картину. Вместо сипаев он на ней изобразил солдат Шотландского полка, спасающих несчастных, а само полотно переименовал в «In Memoriam, Henry Havelock» («Памяти Генри Гавелока» — английского офицера, активно участвовавшего в снятии осады с Канпура).

## Галерея

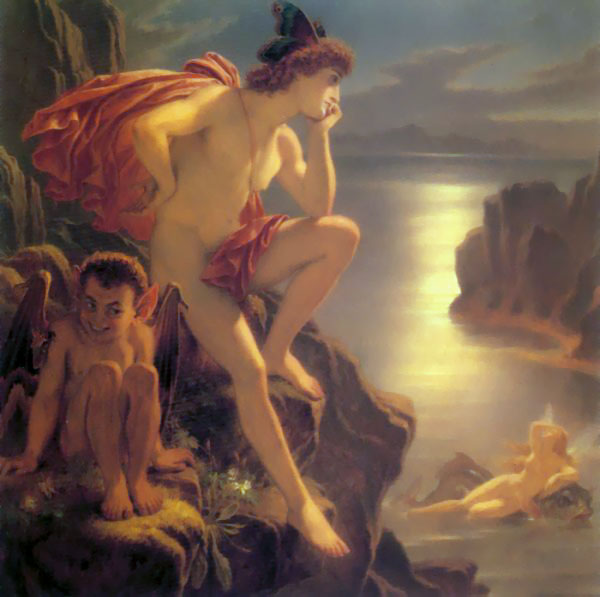
Оберон и его невеста (1888)
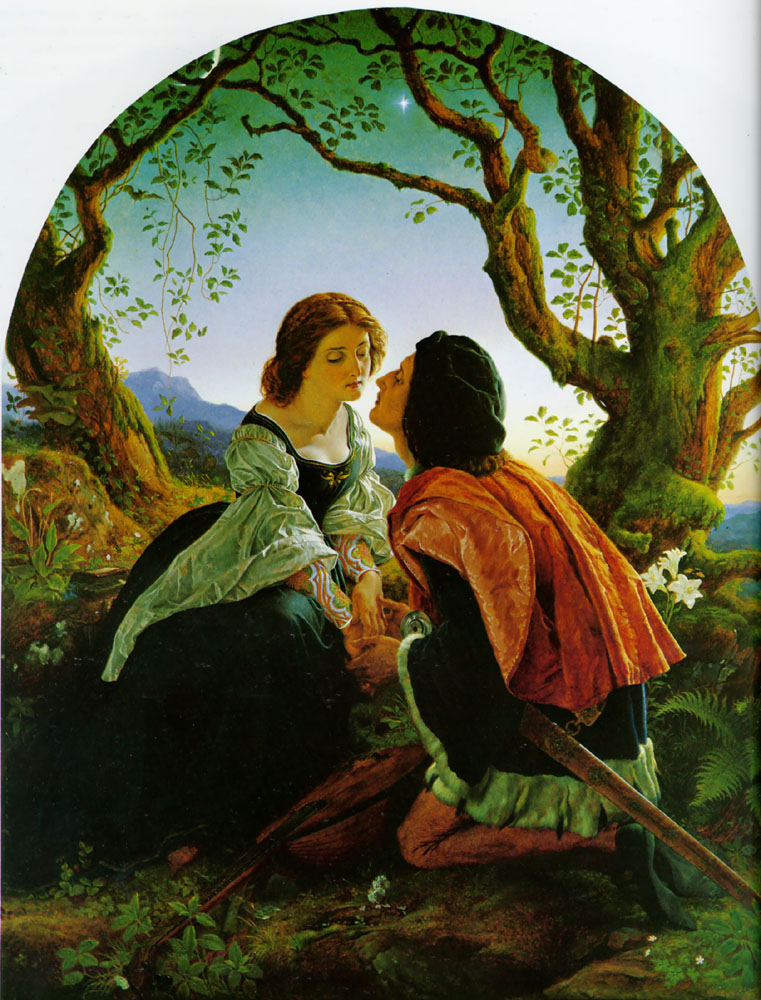
Геспер (1857)
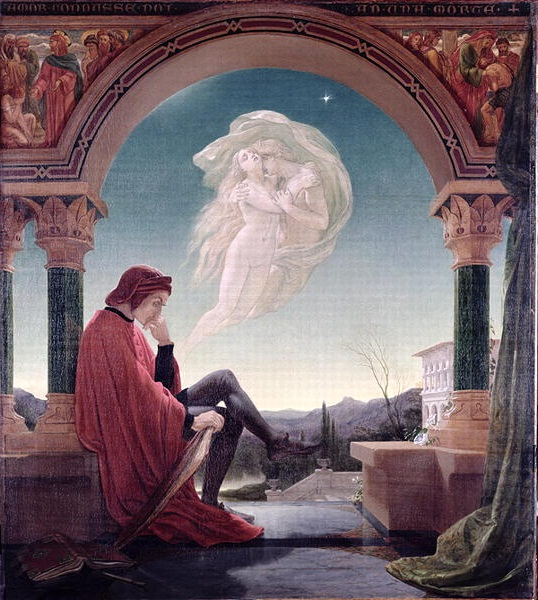
Размышления Данте (1852)
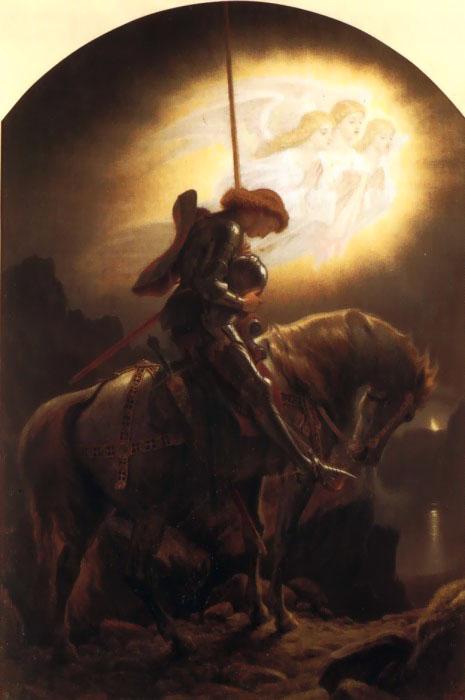
Сэр Галахад
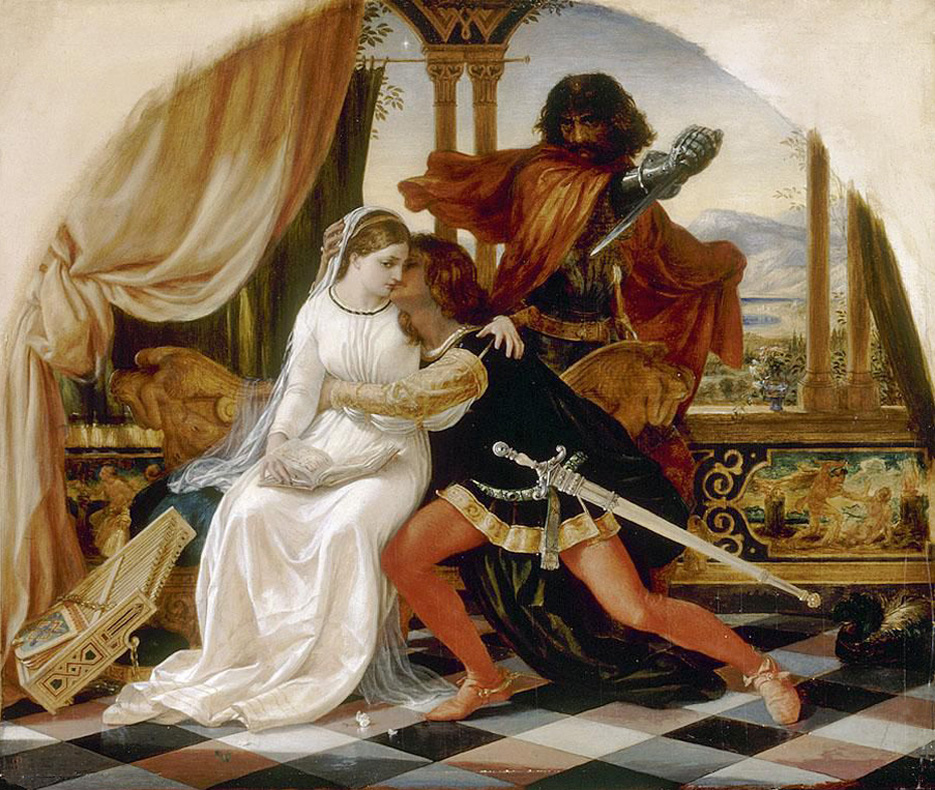
Убийство Паоло и Франчески
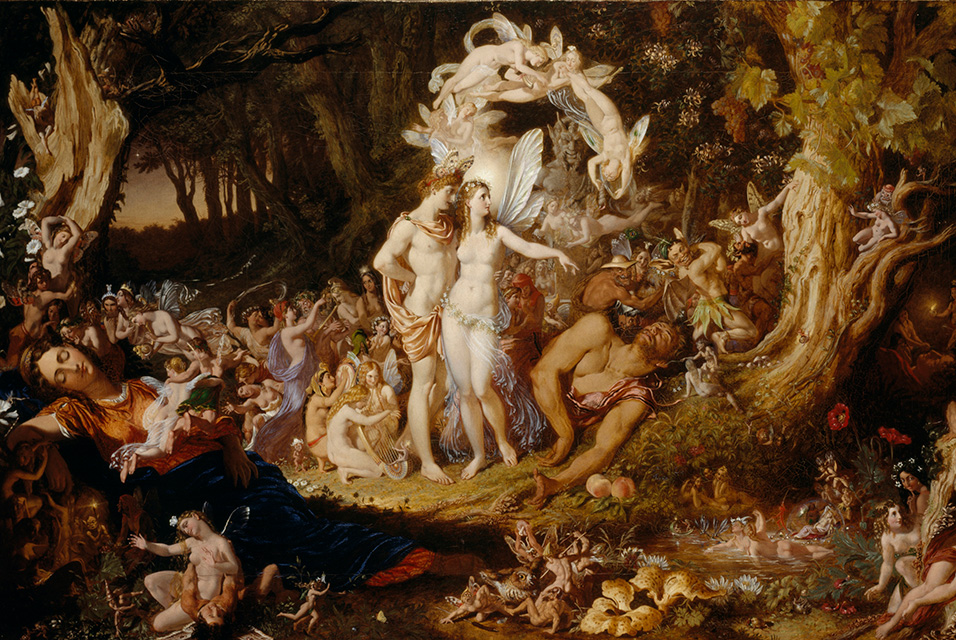
Примирение Оберона и Титании (1847)